# Antoni Ryck
Antoni Ryck (spotykana jest także pisownia Antoni Ryk, Antoni Rick, ur. 9 kwietnia 1833, zm. 1874) – przywódca powstania styczniowego w Inflantach polskich, polski działacz narodowy i społeczny, porucznik wojsk rosyjskich, zesłaniec.
Antoni Ryck urodził się 9 kwietnia 1833, był synem barona Aleksandra Rycka i Aliny z Benisławskich. Ukończył gimnazjum i akademię wojskową w Petersburgu.
Był porucznikiem 18 batalionu strzelców w wojsku rosyjskim. Brał udział w walkach w Czeczenii i Dagestanie. Został odznaczony orderem św. Anny IV stopnia.
W 1862 roku przybył do majątku Maryenhauz (Marienhaus) w Inflantach (należącego do jego siostry Aliny Lippe–Lipskiej), w którym oficjalnie został rządcą. Działał w polskim ruchu patriotycznym. W jego domu w Maryenhauzie odbywały się zebrania i narady powstańcze. Na dworze znajdowali się rewolucjoniści rosyjscy z organizacji Ziemia i wolność, którzy popierali polską walkę o wolność i zniesienie poddaństwa chłopów. Wśród miejscowych chłopów rozpowszechniał odezwę w języku łotewskim „Sprawiedliwość chłopska”.
Rozkazem Centralnego Komitetu Narodowego Antoni Ryck został powołany na dowódcę formowanego oddziału powstańczego w Inflantach Polskich. Współpracował z Leonem Platerem, Władysławem Sołtanem, Michałem Wejde, Stanisławem Mohlem, Kazimierzem Sejtanem i Zygmuntem Bujnickim. Werbował ochotników do oddziałów powstańczych. Jego dwór był magazynem żywności i broni dla powstańców.
Na skutek donosu trzech spiskowców 28 lutego 1863 do majątku Maryenhauz wkroczyło wojsko rosyjskie i aresztowało powstańców. Antoni Ryck został skazany na karę śmierci przez rozstrzelanie, później karę zamieniono na dwadzieścia lat katorgi i zesłanie na Syberię.
Władze carskie zaproponowały rodzinie zapłacenie tysiąca rubli za zawiezienie go w miejsce zesłania, co uchroniłoby go od ciężkiej pieszej drogi. Jednak odmówił pomocy i udał się na Sybir pieszo ze swoimi współtowarzyszami. Karę za działalność powstańczą poniosło również rodzeństwo. Siostra Alina została ukarana karą finansową, konfiskatą majątku i zesłaniem do guberni woroneskiej. Młodsza siostra Maria została pozbawiona majątku i zesłana do guberni kostromskiej, dobrowolnie podążyła za nią siostra Imalda.